# نیکولسکویه (استان آمور)
نیکولسکویه (به لاتین: Nikolskoye) یک منطقهٔ مسکونی در روسیه است که در استان آمور واقع شده‌است.